# Lucius Pontius Aquila
Lucius Pontius Aquila (* um 83 v. Chr.; † 21. April 43 v. Chr.) war ein römischer Politiker, der zu den Caesarmördern zählte.
Pontius Aquila bekleidete wahrscheinlich im Jahr 45 v. Chr. das Amt des Volkstribuns. Beim Triumphzug des siegreichen Gaius Iulius Caesar wollte er – da er ein überzeugter Republikaner war – als einziger in seinem Kollegium nicht aufstehen, als der Diktator vorbeifuhr. Dies irritierte Caesar so sehr, dass er ausrief: „Fordere doch die Staatsgewalt aus meinen Händen zurück, Tribun Aquila!“ Caesar war über den Affront noch lange verärgert, und mehrere Tage lang machte er niemandem ein Versprechen, ohne hinzuzufügen, „... das heißt, wenn Aquila es mir erlaubt.“
Dieser Zwist begründete vermutlich eine dauernde Fehde zwischen den beiden, so dass Aquila sich den Verschwörern anschloss, die den Diktator an den Iden des März 44 v. Chr. ermordeten. Nach der Tat diente Aquila unter Decimus Iunius Brutus Albinus als Legat in Gallia Cisalpina und versuchte, das von Marcus Antonius eingeschlossene Mutina zu entsetzen. Er besiegte Titus Munatius Plancus Byrsa und verjagte ihn aus Pollentia. Dann begab er sich zum konsularischen Entsatzheer. Er fiel am 21. April 43 v. Chr. in der Schlacht von Mutina, in der Aulus Hirtius Marcus Antonius besiegte.
Pontius Aquila war ein Freund Marcus Tullius Ciceros und wird von ihm oft in seinen Briefen erwähnt. Der Redner erreichte, dass Aquila eine Ehrenstatue errichtet wurde.